# Fuerte Carlota (Antigua y Barbuda)
Fuerte Carlota (inglés: Fort Charlotte) fue un fuerte militar histórico en la isla de Antigua, construido en 1745 y posteriormente ampliado. Estaba ubicado a la entrada del puerto English Harbour en la parroquia de Saint Paul. Originalmente llamado Batería Punto Sureste (inglés: South East Point Battery) y renombrado Batería Herradura (inglés: Horseshoe Battery), el fuerte finalmente pasó a llamarse en honor a la reina Carlota de Mecklemburgo-Strelitz.Los restos del fuerte son parte del Parque Nacional Nelson's Dockyard y parte del Patrimonio de la Humanidad por la UNESCO "Astillero Naval de Antigua y Sitios Arqueológicos Relacionados."

## Historia
La construcción del moderno Astillero Naval en English Harbour comenzó en la década de 1740. Durante ese tiempo, Fuerte Berkeley se amplió y mejoró significativamente, ya que protegía la entrada occidental del puerto English Harbour.
En 1745, se construyó una nueva batería frente a Fuerte Berkeley, para proteger la entrada este del puerto English Harbour. Originalmente, el fuerte se llamaba Batería Punto Sureste y constaba de dos plataformas de armas, una caseta de vigilancia, una cocina y letrinas.Estaba armado con 11 cañones.En 1755, la batería se había mejorado significativamente y pasó a llamarse Batería Herradura.
En 1781, Thomas Shirley, recientemente nombrado Gobernador de las Islas de Sotavento, instó al gobierno local a fortificar el área alrededor y encima del puerto English Harbour para proteger mejor el Astillero Naval.Como parte de esta mejora de la defensa, se construyó una plataforma de armas más grande sobre Batería Herradura, para funcionar como una estación de señales o comunicación. Tras esta expansión, el fuerte pasó a llamarse Fuerte Carlota en honor a la reina Carlota de Mecklemburgo-Strelitz.
Fuerte Carlota tenía una cadena de hierro colgada a través de la entrada del puerto desde Fort Berkeley. La cadena podría levantarse para evitar que los barcos entren al puerto.
En la década de 1840, el fuerte había sido desmantelado. En 1843, un terremoto destruyó la mayoría de las estructuras de Fort Charlotte.Como resultado, poco queda de la sección inferior del fuerte, y de la sección superior solo quedan la plataforma de armas y los cimientos de la caseta de vigilancia.
En 1984, los restos de Fort Charlotte pasaron a formar parte del Parque Nacional Nelson's Dockyard.En 2016, los terrenos pasaron a formar parte del Patrimonio Mundial de la UNESCO, ya que la UNESCO reconoció el astillero de English Harbour y los sitios arqueológicos militares circundantes juntos como el Astillero Naval de Antigua y Sitios Arqueológicos Relacionados.Se puede acceder al fuerte a través de un sendero natural corto llamado Sendero Roca del Carpintero (inglés: Carpenter Rock Trail).